# 23 км (Юргинський округ)
23 км (рос. 23 км) — селище у складі Юргинського округу Кемеровської області, Росія.

## Населення
Населення — 21 особа (2010; 25 у 2002).
Національний склад (станом на 2002 рік):
- росіяни — 100 %